# Myszatka
Myszatka (Zelotomys) – rodzaj ssaków z podrodziny myszy (Murinae) w obrębie rodziny myszowatych (Muridae).

## Rozmieszczenie geograficzne
Rodzaj obejmuje gatunki występujące w Afryce.

## Morfologia
Długość ciała (bez ogona) 94–156 mm, długość ogona 77–134 mm, długość ucha 15–21 mm, długość tylnej stopy 23–29 mm; masa ciała 38–75 g.

## Systematyka
Rodzaj zdefiniował w 1910 roku amerykański teriolog Wilfred Hudson Osgood w artykule zatytułowanym Diagnozy nowych ssaków wschodnioafrykańskich, w tym nowego rodzaju Muridae, opublikowanym w czasopiśmie „Publication. Field Museum of Natural History”. Gatunkiem typowym jest (oryginalne oznaczenie) myszatka szerokogłowa (Z. hildegardeae). 

### Etymologia
- Zelotomys: gr. ζηλωτης zēlōtēs ‘wielbiciel, zwolennik’, od ζηλος zēlos ‘zapał’[8]; μυς mus, μυος muos ‘mysz’[9].
- Ochromys: gr. ωχρος ōkhros ‘jasnożółty’[10]; μυς mus, μυoς muos ‘mysz’[9]. Gatunek typowy (oryginalne oznaczenie): Mus woosnami Schwann, 1906.

### Podział systematyczny
Do rodzaju należą następujące występujące współcześnie gatunki:
| Grafika | Gatunek                | Autor i rok opisu | Nazwa zwyczajowa      | Podgatunki         | Rozmieszczenie geograficzne | Podstawowe wymiary                          | Status IUCN |
| ------- | ---------------------- | ----------------- | --------------------- | ------------------ | --- | ------------------------------------------- | ----------- |
|         | Zelotomys woosnami     | (Schwann, 1906)   | myszatka sawannowa    | gatunek monotypowy | południowa Angola przez północną i wschodnią Namibię i Botswanę do północno-zachodniej Południowej Afryki; zakres wysokości: 800–1200 m n.p.m. | DC: 9,4–15,6 cm DO: 7,7–13,4 cm MC: 50–75 g | LC          |
|         | Zelotomys hildegardeae | (O. Thomas, 1902) | myszatka szerokogłowa | gatunek monotypowy | Angola i Zambia do Afryki Wschodniej; izolowana populacja w zachodniej Republice Środkowoafrykańskiej                                          | DC: 10–12,2 cm DO: 8–10,3 cm MC: 38–74 g    | LC          |

Kategorie IUCN:  LC  – gatunek najmniejszej troski.
Opisano również gatunek wymarły z plejstocenu dzisiejszej Tanzanii:
- Zelotomys leakeyi Jaeger, 1976